# Klein Partwitz

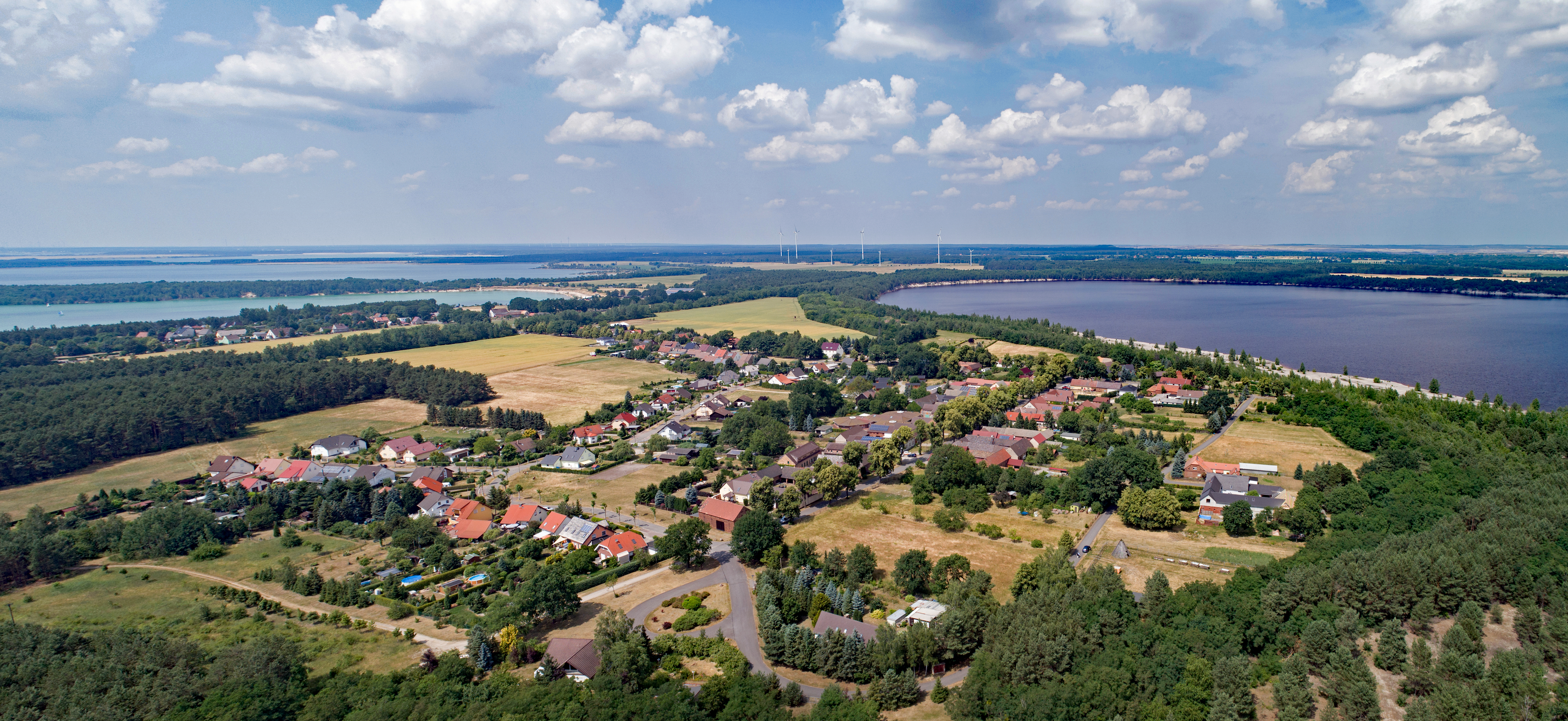
Luftbild

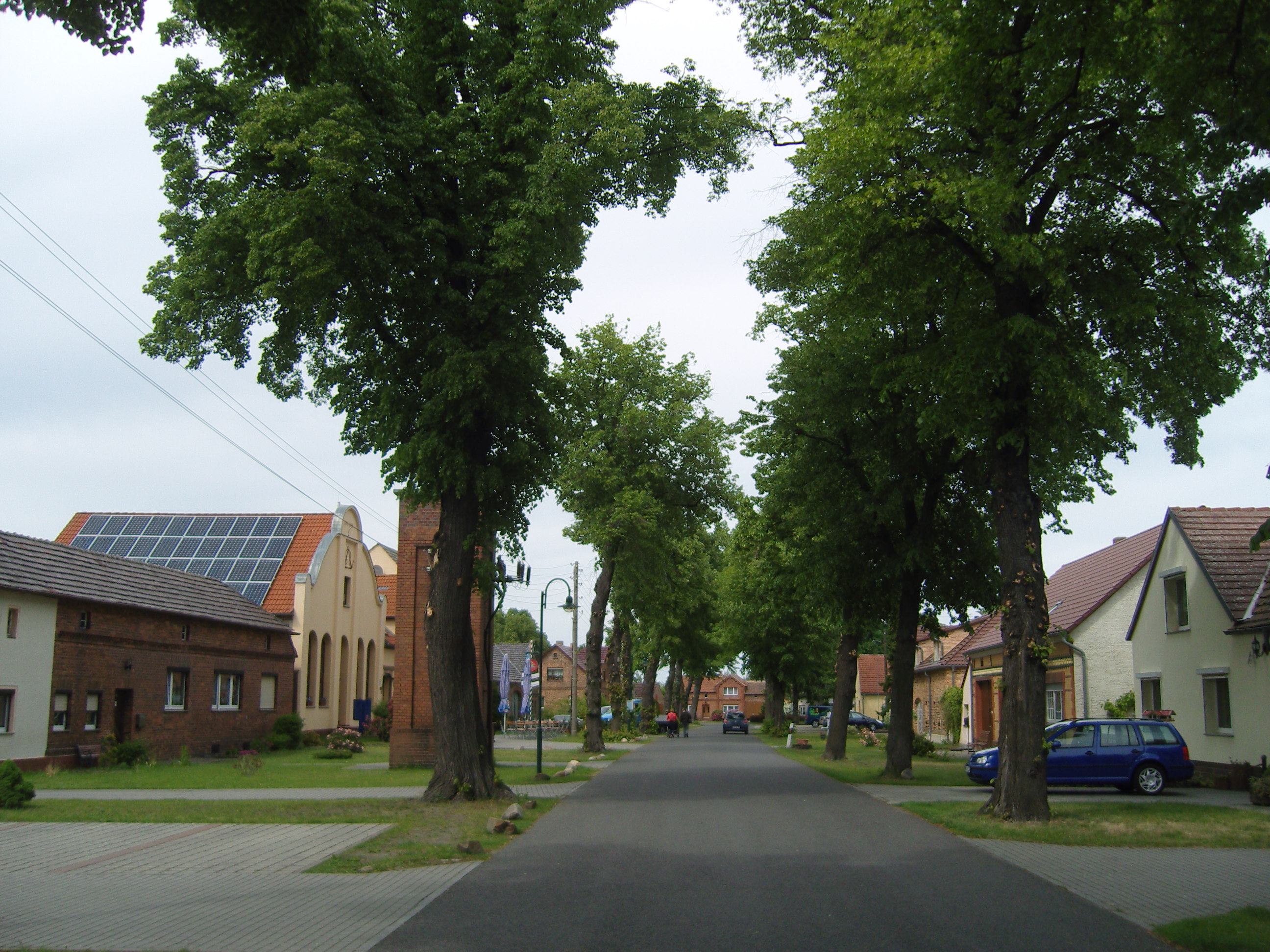
Dorfstraße durch Klein Partwitz

Klein Partwitz, obersorbisch Bjezdowyⓘ, ist Teil der Gemeinde Elsterheide im sächsischen Landkreis Bautzen. Klein Partwitz liegt circa 14 Kilometer nordwestlich der Stadt Hoyerswerda auf einer künstlich entstandenen Landenge inmitten der Tagebauseen des Lausitzer Seenlands und zählt zum offiziellen sorbischen Siedlungsgebiet. Unmittelbar zum Ort verläuft die Grenze zwischen den Bundesländern Brandenburg und Sachsen.

## Ortsteile
Zum eigentlichen Ortskern um den Klein Partwitzer Dorfanger gehört auch noch der Ortsteil Klein Partwitz Siedlung (Bjezdowy sydlišćo).

## Ortsname
Man geht davon aus, dass der Name Partwitz auf das niedersorbische Wort „para“ für Sumpf, Morast, zurückzuführen ist. Das ehemalige benachbarte Groß Partwitz hieß sorbisch Parcow. Den sorbischen Namen Bjezdowy für Klein Partwitz haben die Volksforscher Frenzel um 1744 auf „bez dowy“, zu deutsch ohne Gaben zurückgeführt, was auf die Bedeutungslosigkeit des Dorfes, welches frei von Abgaben war, hinweisen könnte.

## Bevölkerung und Sprache
Für seine Statistik über die sorbische Bevölkerung in der Oberlausitz ermittelte Arnošt Muka in den achtziger Jahren des 19. Jahrhunderts eine Bevölkerungszahl von 165, darunter 162 Sorben (98 %) und nur drei Deutsche. Ernst Tschernik zählte 1956 in der Gemeinde Radibor einen sorbischsprachigen Bevölkerungsanteil von immer noch 83,2 %, womit Klein Partwitz damals zu jenen Dörfern der Region mit dem höchsten Anteil an Sorbisch-Sprechern zählte. Seitdem ist der Gebrauch des Sorbischen im Ort weiter zurückgegangen.